# Stephen Carr
Stephen Carr (Dublin, 29 augustus 1976) is een Iers voormalig betaald voetballer die doorgaans als rechtsachter speelde. Hij beëindigde zijn loopbaan als aanvoerder van Birmingham City in 2013. Hij was eerder actief bij Newcastle United en daarvoor kwam hij lange tijd uit voor Tottenham Hotspur. Carr speelde bijna 400 wedstrijden in de Premier League. Hij kwam 44 keer in actie voor het Iers voetbalelftal, zonder te scoren. In zijn beginjaren werd Carr weleens omschreven als een beloftevolle rechtsachter, maar Carr was blessuregevoelig en kreeg af te rekenen met vooral knieproblemen.

## Clubcarrière

### Tottenham Hotspur
Carr tekende op zijn vijftiende een contract bij Tottenham Hotspur, waarvoor hij elf seizoenen zou spelen. Hij maakte zijn debuut op 17-jarige leeftijd in de FA Cup tegen Ipswich Town op 29 september 1993. Vier seizoenen later werd Carr een vaste waarde onder manager Gerry Francis. Hij speelde 28 competitiewedstrijden in het seizoen 1996-1997. Tottenham Hotspur versloeg Leicester City met 1-0 in de finale van de League Cup in 1999, zodat Carr zijn eerste trofee behaalde. Het seizoen 1999-2000 wordt door waarnemers veelal gezien als het beste seizoen uit zijn professionele loopbaan. Carr scoorde onder andere met een afstandsschot tegen Manchester United op White Hart Lane op 23 oktober 1999. Carrs opmars stopte vanaf het seizoen 2001-2002, toen hij af te rekenen kreeg met knieproblemen. Carr speelde dat seizoen geen minuut in de Premier League. Hij miste zo het WK 2002 met Ierland. Hij was terug fit in oktober 2002. Carr keerde terug in de basiself, waarna hij vanaf het seizoen 2003-2004 interesse genoot van clubs als Manchester United en Newcastle United. Carr koos uiteindelijk voor Newcastle, dat £ 2.000.000 voor hem betaalde aan Tottenham.

### Newcastle United

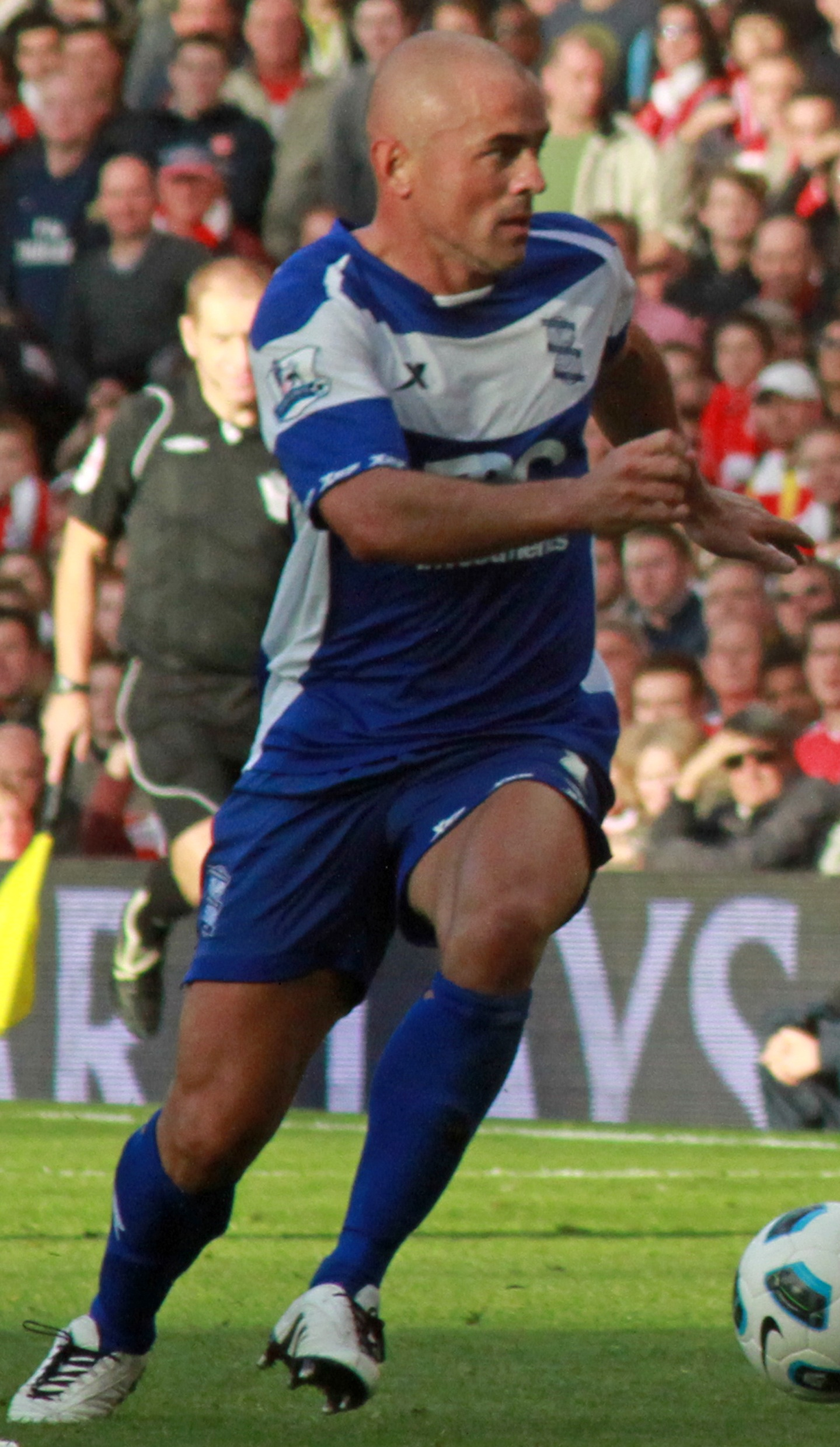
Carr met Birmingham City in 2010

Carr was een vaste waarde onder manager Bobby Robson, die hem in augustus 2004 naar St. James' Park haalde. Na diens ontslag bleef hij een zekerheid onder zijn opvolger Graeme Souness. Hij scoorde zijn enige competitiedoelpunt voor Newcastle op 19 september 2004, uit bij Southampton. Newcastle won die wedstrijd met 1-2. Hij speelde 26 competitiewedstrijden in het seizoen 2004-2005 omdat hij bleef sukkelen met de knie. Carr bereikte met Newcastle wel de kwartfinales van de UEFA Cup en de halve finales van de FA Cup. Ook het volgende seizoen was de rechtsback twee maanden out met een knieblessure, waardoor hij 19 competitieduels afwerkte. Newcastle werd zevende in de Premier League. In de loop van het seizoen 2006-2007 brak hij zijn voet en was opnieuw maanden out. Bovendien kocht Newcastle stevig in op zijn positie. Habib Beye en Geremi Njitap kwamen achterin de gelederen versterken, waardoor voor Carr geen plaats meer was. Carr stopte als Iers international op 14 november 2007, nadat hij debuteerde voor zijn land in 1999. In het seizoen 2007-2008 kwam Carr aan 10 wedstrijden in de Premier League. Kevin Keegan plaatste Carr bijgevolg in het uitstalraam, maar hij vond geen club.

### Birmingham City
Carr was officieel een half jaar met pensioen toen Birmingham City de fysiek broze rechtsachter in februari 2009 de kans bood om de draad opnieuw op te nemen. Hij werd aanvoerder na het vertrek van Lee Carsley naar Coventry City. Carr bleef met zijn club twaalf wedstrijden ongeslagen in het seizoen 2009-2010 van de Premier League. Carr kwalificeerde zich met Birmingham voor de groepsfase van de UEFA Europa League 2011/12, waar de club in de poule met Club Brugge, Braga en Maribor terechtkwam. Hij mocht voor het eerst in 50 jaar met de club Europa in omdat Birmingham een seizoen eerder de League Cup won. Arsenal, vooraf de grote favoriet, werd met 2-1 verslagen. Hij was die wedstrijd aanvoerder van de ploeg. Dat seizoen speelde Carr alle 38 competitiewedstrijden mee. Birmingham degradeerde wel naar het Championship aan het einde van het seizoen 2010-2011, waardoor in het seizoen 2011-2012 een ploeg uit een Europese tweede divisie deelnam aan de groepsfase van de Europa League. Carr miste het overgrote deel van de tweede seizoenshelft door een knieblessure. Carrs contract liep dat jaar af, maar hij verlengde. Niettemin speelde hij geen duels meer. Na afloop van het seizoen 2012-2013 stopte hij definitief met voetballen.

## Clubstatistieken
| Seizoen         | Club              | Duels | Goals | Competitie     |
| --------------- | ----------------- | ----- | ----- | -------------- |
| 1993-94         | Tottenham Hotspur | 1     | 0     | Premier League |
| 1994-95         | Tottenham Hotspur | 0     | 0     | Premier League |
| 1995-96         | Tottenham Hotspur | 0     | 0     | Premier League |
| 1996-97         | Tottenham Hotspur | 26    | 0     | Premier League |
| 1997-98         | Tottenham Hotspur | 38    | 0     | Premier League |
| 1998-99         | Tottenham Hotspur | 37    | 0     | Premier League |
| 1999-00         | Tottenham Hotspur | 34    | 3     | Premier League |
| 2000-01         | Tottenham Hotspur | 28    | 3     | Premier League |
| 2001-02         | Tottenham Hotspur | 0     | 0     | Premier League |
| 2002-03         | Tottenham Hotspur | 30    | 0     | Premier League |
| 2003-04         | Tottenham Hotspur | 32    | 1     | Premier League |
| Totaal          | Totaal            | 226   | 7     |                |
| 2004-05         | Newcastle United  | 26    | 1     | Premier League |
| 2005-06         | Newcastle United  | 19    | 0     | Premier League |
| 2006-07         | Newcastle United  | 23    | 0     | Premier League |
| 2007-08         | Newcastle United  | 10    | 0     | Premier League |
| Totaal          | Totaal            | 78    | 1     |                |
| 2008-09         | Birmingham City   | 13    | 0     | Championship   |
| 2009-10         | Birmingham City   | 35    | 0     | Premier League |
| 2010-11         | Birmingham City   | 38    | 0     | Premier League |
| 2011-12         | Birmingham City   | 20    | 0     | Championship   |
| 2012-13         | Birmingham City   | 0     | 0     | Championship   |
| Totaal          | Totaal            | 106   | 0     |                |
| Carrière totaal | Carrière totaal   | 410   | 8     |                |

## Erelijst
| Competitie        |                   |                   |
| Competitie        | Aantal            | Jaren             |
| Tottenham Hotspur | Tottenham Hotspur | Tottenham Hotspur |
| ----------------- | ----------------- | ----------------- |
| League Cup        | 1×                | 1998/99           |
| Birmingham City   |                   |                   |
| League Cup        | 1×                | 2010/11           |